# Podnośna
Podnośna – częstotliwość pomocnicza w sygnale radiowym lub telewizyjnym, przy pomocy której przesyłane są dodatkowe dane o tym sygnale.
Przy przesyłaniu radiowego sygnału stereofonicznego używana jest podnośna 38 kHz (druga harmoniczna sygnału pilota 19 kHz), która modulowana jest amplitudowo i powstały w ten sposób sygnał wynikowy niesie informację o sygnale różnicowym pomiędzy kanałem lewym a prawym. Dodatkowo trzecia harmoniczna pilota (57 kHz) używana jest jako podnośna do transmisji sygnału RDS.
Przy przesyłaniu sygnału telewizji kolorowej obok sygnału luminancji umieszczana jest dodatkowa podnośna 4,43 MHz (system PAL) albo 4,25 MHz (SECAM) albo 3,58 MHz (NTSC) niosąca informację na temat chrominancji obrazu. Częstotliwości podnośne wykorzystywane są także do przesyłania – obok sygnału wizji – także różnych wersji językowych sygnału fonii.